# César Sánchez Domínguez
César Sánchez Domínguez (Coria, Cáceres, 2 de septiembre de 1971), conocido como César Sánchez o simplemente César, es un exfutbolista español que se desempeñaba en la posición de portero. Fue el portero más longevo del fútbol español al disputar más de 400 partidos y retirarse de los terrenos de juego con 41 años de edad.

## Trayectoria como jugador
Se formó en el Plasencia, en tercera división, y en la cantera del Real Valladolid. Debutó en primera división jugando con el Real Valladolid en el partido Valladolid-Barcelona (0-6) el 24 de mayo de 1992. Entre la temporada 1992-93 y la 1994-95 ocupó el puesto de primer portero suplente del equipo, hasta que en la 1995-1996 el técnico Rafa Benítez, que ocupaba el banquillo vallisoletano, le dio la titularidad, que mantuvo hasta su salida del club, al acabar la liga 1999-2000. Durante su trayectoria en Valladolid participó por primera vez en competición europea (Copa de la UEFA 1997-98) y atrajo la atención del seleccionador nacional, José Antonio Camacho, que lo hizo debutar en un partido amistoso jugado ante Alemania el 16 de agosto de 2000, única ocasión en que César vistió la camiseta española. En el año 1999 fichó por el Real Madrid, aunque no fue hasta el año 2000 cuando jugó con el club madridista. En sus dos primeras temporadas en el Real Madrid (2000-01 y 2001-02), Vicente del Bosque decidió otorgarle la titularidad en el último mes de competición, en detrimento de Iker Casillas. Aunque sus partidos como titular finalizaron al final de esta Segunda campaña, en la Final de la Liga de Campeones de Glasgow, cuando Iker Casillas tuvo que sustituirle por lesión, completando el de Móstoles una gran actuación que significaría finalmente la victoria blanca. A partir de este momento César solo disputaría de forma continua partidos de Copa del Rey.
En 2005 ficha por el Real Zaragoza, manteniéndose como portero titular en el equipo aragonés durante tres temporadas: 2005-06, con Víctor Muñoz como entrenador, 2006-07, con Víctor Fernández, y 2007-08 con Víctor Fernández, Garitano, Irureta y Manolo Villanova.
En su primera temporada como zaragocista contribuyó en la meritoria participación del Real Zaragoza en la Copa del Rey, eliminando a Atlético de Madrid, FC Barcelona y Real Madrid y llegando a jugar la final frente al Espanyol, ante quien cayó derrotado. Su última temporada en el Real Zaragoza significó el descenso a Segunda División, momento en que abandonó su disciplina para fichar por el Tottenham Hotspur.
Sus grandes citas fueron la disputa de dos finales de Copa del Rey, títulos que el Real Madrid no pudo ganar. A pesar de ello consiguió títulos tanto a nivel nacional como internacional (2 Ligas Españolas, 1 Liga de Campeones, 1 Copa Intercontinental, 2 Supercopas de España, 1 Supercopa de Europa). En 2008 ficha por el Tottenham Hotspur inglés. A principios del 2009 fichó por el Valencia. para suplir la baja del lesionado Renan Brito.
Al final de la temporada el conjunto ché le renueva su contrato hasta el 30 de junio de 2010 tras el gran nivel mostrado. En mayo del 2010 se le renueva por otra temporada más (2010-11). En el partido jugado el 2 de abril de 2011 frente al Getafe se convirtió en el portero más veterano de toda la historia de la Primera División española, jugando el partido con 39 años y 212 días.
En su debut con el Villareal en la temporada 2011-12 juega su partido 400 en Primera División además de ser el primer portero de la historia de la Liga Española que disputa un partido oficial con más de 40 años, exactamente 40 años y 8 días.

## Trayectoria como técnico
Tras obtener la Licencia PRO de entrenador, el 26 de mayo de 2016, con 44 años, se incorporó al cuerpo técnico del primer equipo del Valencia Club de Fútbol como técnico asistente de Paco Ayestarán. En septiembre el técnico fue destituido. 
El 20 de enero de 2020 regresa al Valencia Club de Fútbol pero esta vez como Director de Fútbol del primer equipo valencianista, teniendo como primera tarea la llegada de un lateral derecho (consigue la cesión de Florenzi) y la búsqueda de defensas centrales para suplir la baja de Garay. No consiguió cerrar importantes renovaciones en el equipo ni la llegada de ningún central, y presentó su dimisión el 29 de junio tras solo cinco meses en el cargo y tras la destitución por parte del club del técnico Albert Celades.

## Clubes
| Club                    | País          | Año           | PJ  |
| ----------------------- | ------------- | ------------- | --- |
| C. D. Coria             | España        | 1990 - 1992   |     |
| Real Valladolid B       | España        | 1991 - 1992   | 17  |
| Real Valladolid C. F.   | España        | 1992 - 2000   | 236 |
| Real Madrid C. F.       | España        | 2000 - 2005   | 58  |
| Real Zaragoza           | España        | 2005 - 2008   | 124 |
| Tottenham Hotspur F. C. | Inglaterra    | 2008 - 2009   | 0   |
| Valencia C. F.          | España        | 2009 - 2011   | 78  |
| Villarreal C. F.        | España        | 2011 - 2012   | 4   |
| Total carrera           | Total carrera | Total carrera | 517 |

## Palmarés

### Campeonatos nacionales
| Título                     | Club              | País   | Año     |
| -------------------------- | ----------------- | ------ | ------- |
| Primera División de España | Real Madrid C. F. | España | 2000-01 |
| Supercopa de España        | Real Madrid C. F. | España | 2001    |
| Primera División de España | Real Madrid C. F. | España | 2002-03 |
| Supercopa de España        | Real Madrid C. F. | España | 2003    |

### Copas internacionales
| Título                | Club              | Sede     | Año     |
| --------------------- | ----------------- | -------- | ------- |
| Liga de Campeones     | Real Madrid C. F. | Glasgow  | 2001-02 |
| Supercopa de Europa   | Real Madrid C. F. | Mónaco   | 2002    |
| Copa Intercontinental | Real Madrid C. F. | Yokohama | 2002    |